# Matthew Douma
Matthew Douma (2 de novembro de 1974) é um ator e fotógrafo holandês-canadense, radicado na Coréia do Sul.

## Biografia
Aos 15 anos, ele visitou a Coréia pela primeira vez para aprender Taekwondo, o país onde vive há 16 anos com sua família.
Ele é fotógrafo, consultor de educação, escritor, modelo, maquiador, ator e parte da equipe nacional de Taekwondo, com fita preta na quarta série.
Matthew é casado com uma sul-coreana, Jeon Sun-hee. O casal tem duas filhas, a cantora Jeon So-mi, e Evelyn, sua filha mais nova.
Em 2014, ele atuou ao lado de suas filhas no filme Ode ao Meu Pai.

## Filmografia

### Televisão
- 《Kill Me, Heal Me》(2015) - padrasto de Jennifer
- 《Descendants of the Sun》 (2016) - Jordan, capitão da Força Delta  (2 de novembro de 1974) é um ator e fotógrafo holandês-canadense, baseado na
- 《Vagabond》 (2019)

### Cinema
- 《Mama》 (2011) - Mart
- 《Over My Dead Body》 (2012) - Dr. Johnson
- 《The Spy: Undercover Operation》 (2013) - Ryan
- 《No Tears for the Dead》 (2014) - cameo
- 《Ode ao Meu Pai》 (2014) - oficial dos EUA, marido de Mak-soon
- 《The Long Way Home》 (2015) - oficial estadounidense
- Operation Chromite (2016) - Clark
- 《Ordinary Person》 (2017) - Michael

### Programas de TV
- 《Law of the Jungle in Chuuk》 (2019 (ep. #393-)) membro
- 《Real Men 300》 (2018) - membro do elenco

## Livros
- 《카드 영어 회화 매직 카드 108 (입문편)》 (2004, ISBN 9788982203404)
- 《카드 영어 회화 매직 108 (편 편)》 (2004, ISBN 9788982203411)
- 《CAT ENGLISH》 (2007, ISBN 9788995505380)
- (2 de novembro de 1974) é um ator e fotógrafo holandês-canadense, baseado na 《DOG ENGLISH》 (2007, ISBN 9788995505373)
- 《이디엄 스 얼라이브》 (2007, ISBN 9788995505397)
- 《어택 이디엄 어택 1》 (2012, ISBN 9788996240532)
- 《어택 이디엄 어택 2》 (2012, ISBN 9788996240594)